# 士林 (大字)
士林，是臺北市士林區的主聚落，位於該區中部偏西南，範圍大致為福林里西部中段、仁勇里北大半部、義信里北部。境內有臺北著名之士林夜市。

## 歷史
台灣清治末期至日治前期，士林地區為一街庄，稱為「士林街」，隸屬於芝蘭一堡。該街昔日三面被福德洋庄包圍，僅西南邊隔基隆河與為社仔庄為界。
1901年（日治明治三十四年）11月，該庄隸屬於臺北廳，編入第九區。1906年（明治三十九年）1月，第九區改名「士林區」。1920年（大正九年），該庄改制為「士林」大字，隸屬於臺北州七星郡士林街。
戰後士林街改制為士林鎮，隸屬於臺北縣，本區劃為仁化、禮文、義方、智勇4里。1949年，士林鎮與北投鎮一併改隸屬新成立的草山管理局。1950年隨著草山改名為陽明山，草山管理局亦改名為陽明山管理局，士林鎮仍隸屬之。1968年7月臺北市改制為院轄市，士林鎮併入成為士林區。1990年3月，臺北市各區重劃，該地區仍屬於士林區。

## 交通
省道台2甲線經過士林地區東部，是主要連外道路，往東北可前往金山，往西南轉南可前往台北市區。
臺北捷運淡水信義線經過士林地區東部，境內未設站，但在北側邊界上設有士林站。

## 設施
- 士林公民會館
  - 永福磁石